# Die Große Entscheidungsshow
Il Die Große Entscheidungsshow è stato un festival musicale organizzato dall'emittente radiotelevisiva svizzera SRG SSR per selezionare il rappresentante della confederazione elvetica all'Eurovision Song Contest.
Il festival è considerato il successore del Concours Eurovision, altro festival musicale svizzero tenutosi dal 1956 al 2005.

## Storia
La Svizzera fu una delle nazioni fondatrici dell'Eurovision Song Contest nel 1956, tant'è che la prima edizione si tenne nella città di Lugano e fu vinta dalla cantante svizzera Lys Assia.
Dalla prima edizione l'emittente radiotelevisiva svizzera organizzò una selezione nazionale, denominata Concours Eurovision, che si tenne irregolarmente dal 1956 fino alla cancellazione definitiva nel 2005.
Dopo 6 anni di selezione interna l'emittente SRG SSR decise di organizzare nuovamente una selezione nazionale. La prima edizione di questa selezione fu vinta da Anna Rossinelli con In Love for a While, che si classificò ultima nella finale dell'Eurovision Song Contest 2011 di Düsseldorf.
A causa dei costi di organizzazione la Svizzera ha optato nuovamente per la selezione interna del proprio rappresentante per l'Eurovision Song Contest 2019 di Tel Aviv.

## Edizioni
| Anno | Vincitore       | Titolo               | All'Eurovision Song Contest |
| ---- | --------------- | -------------------- | --------------------------- |
| 2011 | Anna Rossinelli | In Love for a While  | 25°                         |
| 2012 | Sinplus         | Unbreakable          | SF 11°                      |
| 2013 | Takasa          | You and Me           | SF 13°                      |
| 2014 | Sebalter        | Hunter of Stars      | 13°                         |
| 2015 | Mélanie René    | Time to Shine        | SF 17°                      |
| 2016 | Rykka           | The Last of Our Kind | SF 18°                      |
| 2017 | Timebelle       | Apollo               | SF 12°                      |
| 2018 | ZiBBZ           | Stones               | SF 13°                      |